# Val Rezzo
Val Rezzo är en kommun i provinsen Como i regionen Lombardiet i Italien. Kommunen hade 164 invånare (2018).